# Zamia muricata
Zamia muricata — вид голонасінних рослин класу Саговникоподібні (Cycadopsida).
Етимологія: видовий епітет посилається на дрібні гострі зуби листових фрагментів.

## Опис
Стовбур до 15 см заввишки, 3–8 см в діаметрі. Листків 2–6, вони 1–2 м завдовжки, від овальних до еліптичних; черешок 0.5–1 м, озброєний невеликими 1–2 мм завдовжки колючками на нижній стороні; хребет завдовжки 0,5–1 м, з 6–12 субпротилежними парами листових фрагментів, рідко озброєні шипами в нижній третині. Листові фрагменти від довгасто-ланцетних до ланцетних, довго загострені на вершині, звужені біля основи, 15–20 см завдовжки і 2–4 см завширшки. Пилкові шишки 2–6, циліндричні, від кремового до світло-коричневого кольору, завдовжки 6–10 см, 1–2 см в діаметрі; плодоніжка завдовжки 10–20 см. Насіннєві шишки зазвичай поодинокі, коричневі, завдовжки 10–15 см, 3–5 см в діаметрі; плодоніжка завдовжки 5–8 см. Насіння з червоним зовнішнім м'ясистим шаром, яйцевиді, завдовжки 3 см, 2 см в діаметрі. 2n = 24.

## Поширення, екологія
Країни зростання: Колумбія (материк); Венесуела (материк). Росте підліском в основному від рівня моря до 300 м — від первинних лісів до усталених вторинних лісів на від скелястих до глинистих ґрунтах.